# Référendum constitutionnel mauritanien de 2017
Un double référendum constitutionnel a lieu le 5 août 2017 en Mauritanie. La population est amenée à se prononcer sur deux projets de loi : le premier sur des changements d'ordre institutionnels, avec notamment la suppression du Sénat et la mise en place d'une régionalisation, et le deuxième sur une modification des symboles nationaux, à savoir le drapeau et l'hymne national,,. Les deux propositions sont approuvées à une large majorité et promulguées le 15 août suivant.

## Objet
Le référendum porte sur deux projets de loi portant révision des dispositions de la constitution du 20 juillet 1991 et de ses textes modificatifs. 
Parmi ces changements figurent dans le premier projet de loi sur les institutions la suppression du Sénat, ainsi que la régionalisation du pays. Pour cela le texte prévoit la création d'une nouvelle catégorie de collectivités territoriales dotées de conseils régionaux élus par la population, et appelés à servir d’outils de promotion et de planification du développement à l’échelle régionale.
Le projet prévoit également l'introduction du contrôle des lois par voie d’exception, l'institutionnalisation du Haut Conseil de la fatwa et des recours gracieux (HCFRG) en lieu et place du Haut Conseil islamique et du médiateur de la République, le remplacement de la Haute Cour de justice (HCJ) par une formation de l’Ordre judiciaire, et enfin l’ajout des questions environnementales aux attributions du Conseil économique et social (CES).
De même, d’autres amendements constitutionnels « tendant à accentuer le caractère patriotique et à améliorer le fonctionnement des institutions de la République » font partie du deuxième projet de loi. Le drapeau de la Mauritanie se verrait augmenté de deux bandes rouges, une à la base et une autre au sommet du drapeau, symbolisant le sang versé pour la patrie, et la composition de l’hymne national serait modifiée pour y introduire des passages plus patriotiques.

Drapeau de 1959 à 2017
Proposition de drapeau mauritanien de 2017[7],

## Étapes du projet
Lors d'un conseil des ministres le 3 novembre 2016, le gouvernement mauritanien adopte le projet de révision constitutionnelle. Un référendum est alors prévu pour janvier 2017 par le président de la République, Mohamed Ould Abdel Aziz. Le projet fait suite aux Assises du dialogue inclusif, organisé entre la majorité et l’opposition modérée du 29 septembre au 20 octobre 2016, et boycotté par une partie de l'opposition mauritanienne,
Le référendum est annulé le 30 décembre 2016 « du fait d'une conjoncture économique difficile ». Le gouvernement procède en lieu et place du scrutin à une modification constitutionnelle par voie parlementaire, selon l'article 99 de la Constitution mauritanienne. Le Parlement (Assemblée nationale et Sénat) siégeant en Congrès devant alors décider d'adopter cette réforme par 3/5 des voix après que les deux chambres se soient préalablement prononcées séparément au 2/3 de leurs membres.
Le 9 mars 2017, cette proposition de réforme de la constitution est adoptée par l'Assemblée nationale par 141 voix sur 147,. Mais le 18 mars 2017, le Sénat rejette le projet par 33 voix sur 56, dont 24 de la majorité au pouvoir,.
Bien que les sénateurs aient voté contre, ceux-ci sont minoritaires lorsque le parlement se réunit en congrès. Le seul total des votes positifs exprimés le 9 mars par les membres de la chambre basse étant alors suffisant pour passer le seuil des trois cinquièmes requis.
Néanmoins, le 22 mars 2017, le président mauritanien prend acte du refus de la chambre haute de voter le projet de révision de la constitution, et décide de recourir finalement à un référendum pour lui fournir une légitimité populaire, via l'article 38 de la constitution, tout en considérant impossible pour le moment de fournir une date pour  son organisation, si ce n'est qu'il serait organisé « le plus rapidement possible ». Mohamed Ould Abdel Aziz decide alors de séparer le référendum en deux questions distinctes, l'une sur les institutions et l'autre sur les symboles nationaux.
Le 21 avril 2017, le gouvernement annonce la date du scrutin, prévu pour le 15 juillet de la même année. Le 8 juin 2017, cependant, le référendum est reporté de trois semaines, soit le 5 août 2017, par le gouvernement lors d'un conseil des ministres. Ce report fait suite à une demande de la Commission électorale nationale indépendante (Ceni), afin de prolonger le recensement de la population pour le renouvellement des listes électorales, ces dernières datant de 2014. La Ceni craint alors en effet qu'un recensement non abouti et ne permettant pas une bonne participation remette en cause la crédibilité du vote. La période du ramadan s'étalant cette année-là jusqu'à la fin juin, il était également craint que la campagne électorale s'en retrouve raccourcie.

## Opposition
Si les changements institutionnels ne suscitent pas particulièrement d’opposition dans la population hormis celle farouche des membres du Sénat — bien qu'ils fassent très majoritairement partie de la majorité au pouvoir —, il n'en va pas de même pour le changement de drapeau et de l'hymne. Certains Mauritaniens craignent que la recomposition de l’hymne national n’aggrave la cassure entre les différentes communautés du pays.
Selon plusieurs juristes, l'article 99 de la Constitution, qui donne au président de la République le droit d'organiser un référendum, ne permet pas d'être invoqué pour modifier la Constitution, ce qui les conduit à considérer que le président Mohamed Ould Abdel Aziz violerait la loi fondamentale s'il persistait dans sa démarche.
Peu après l'annonce de la mise en place d'un référendum à la suite du vote négatif du Sénat, des manifestations ont lieu dans la capitale, Nouakchott, en particulier de la part de jeunes. Un collectif « Jamais la modification de la constitution » (JMC) est créé, réclamant l'annulation du scrutin afin que les 6 milliards d'ouguiyas (environ 16 millions d'euros) nécessaire à son organisation soit alloués aux infrastructures éducatives du pays, en mal de financement.
Sur le plan politique, l'opposition est divisée sur la manière de s'opposer au projet. Ainsi, le principal regroupement des forces de l'opposition au président Abdelaziz, le Forum national pour la démocratie et l’unité (FNDU), est divisé entre les partisans d’un boycott du scrutin et ceux qui appellent à voter non. Le 4 juillet, l'opposition décide finalement d'appeler au boycott du scrutin.
Cette décision est prise successivement par la quasi-totalité des partis d'opposition regroupés en une coalition à la suite de celle de sa principale composante, le parti Tawassoul (islamiste), et alors même que ceux ci s'étaient initialement accordés sur un appel à voter non au référendum.
Ce revirement est lié à la Crise du Golfe qui éclate le 5 juin 2017 entre le Qatar et une coalition de pays musulmans menée par l'Arabie Saoudite et qui conduit la Mauritanie, soutien de cette dernière, à rompre elle aussi ses relations diplomatiques avec le Qatar et à menacer ses soutiens. Craignant de voir le parti interdit en raison de sa proximité avec le Qatar, les dirigeants de Tawassoul décident d'adopter une position moins frontale qu'un appel au non et se prononcent pour un appel au boycott, contraignant les autres partis à faire de même en raison de son importance dans la coalition.

## Déroulement
Les deux questions sont posées en français et en arabe, et comportent les détails de certains des changements les plus significatifs.
Sur un bulletin jaune :« Approuvez-vous par oui, neutre, non la révision constitutionnelle des modifications à certaines dispositions de la Constitution du 20 juillet 1991. Elle est relative à certaines institutions de la République:      
- suppression du Sénat et transfert de ses attributions à l'Assemblée nationale ;
- création de conseils régionaux élus pour la promotion du développement local ;
- institution en lieux et place du Haut Conseil islamique, du médiateur de la République et du Haut Conseil de la Fatwa et des recours gracieux, d'un Haut Conseil de la Fatwa et des recours gracieux »

Sur un bulletin bleu : « Approuvez-vous par oui, neutre, non la révision constitutionnelle des modifications à l'article 8 de la Constitution du 20 juillet 1991. Elle est relative notamment au drapeau national:
L'emblème national est un drapeau portant un croissant et une étoile de couleur or sur fond vert, portant, sur chaque côté une bande horizontale, rectangulaire de couleur rouge. »

## Résultats

### Institutions
| Choix                     | Votes     | %     |
| ------------------------- | --------- | ----- |
| Pour                      | 573 935   | 85,67 |
| Neutre                    | 28 894    | 4,31  |
| Contre                    | 67 146    | 10,02 |
|                           |           |       |
| Votes valides             | 669 975   | 89,77 |
| Votes blancs et invalides | 76 314    | 10,23 |
| Total                     | 746 289   | 100   |
| Abstention                | 642 803   | 46,28 |
| Inscrits/Participation    | 1 389 092 | 53,72 |

### Symboles nationaux
| Choix                     | Votes     | %     |
| ------------------------- | --------- | ----- |
| Pour                      | 584 084   | 85,61 |
| Neutre                    | 30 039    | 4,40  |
| Contre                    | 69 124    | 9,99  |
|                           |           |       |
| Votes valides             | 682 247   | 91,37 |
| Votes blancs et invalides | 64 408    | 8,63  |
| Total                     | 746 655   | 100   |
| Abstention                | 642 437   | 46,25 |
| Inscrits/Participation    | 1 389 092 | 53,75 |

## Conséquences

Drapeau finalement adopté.

Les changements constitutionnels entrent en vigueur le 15 août 2017 avec leur promulgation par le président. Notamment, la chambre basse mauritanienne assume dès lors les pouvoirs du Sénat, et le nouveau drapeau national entre en vigueur.
Le 9 janvier 2018, le parlement vote la loi organique de décentralisation définissant le statut et les compétences des six régions nouvellement créées, dont deux sont dotées d'un statut spécial. La capitale Nouakchott et Nouadhibou, les deux plus grandes villes du pays devenant en effet des collectivités territoriales régionales. Les régions sont administrées par un organe délibérant, le conseil régional, élu au suffrage universel direct pour un mandat de 5 ans et un organe exécutif composé d’un président également élu au suffrage universel direct et de plusieurs vice-présidents élus par le conseil. Les premières élections régionales ont lieu le 1er septembre 2018 en même temps que les législatives.
Bien que l'amendement constitutionnel de 2017 ne mentionne que l'ajout de deux barres rouges, en accord avec la version présentée lors des débats au parlement, plusieurs variantes du nouveau drapeau sont par la suite utilisées par différents représentants du gouvernement. La forme du croissant et les nuances des couleurs ne sont finalement normalisées que tardivement, en mai 2020. Le drapeau retenu présente un vert plus clair, et un croissant plus aplati,.